# Подольський Станіслав Віталійович
Станіслав Віталійович Подольський (19 лютого 1987) — український футболіст, паралімпійський чемпіон.
Майстер спорту України. Представляє Дніпропетровський регіональний центр «Інваспорт».
Виборов ІІ місце у командному заліку на Чемпіонаті світу 2015 року.

## Відзнаки та нагороди
- Орден «За заслуги» III ст. (4 жовтня 2016) — За досягнення високих спортивних результатів на XV літніх Паралімпійських іграх 2016 року в місті Ріо-де-Жанейро (Федеративна Республіка Бразилія), виявлені мужність, самовідданість та волю до перемоги, утвердження міжнародного авторитету України[1]